# Don Bosco Sports Club
Maillots
Le Don Bosco Sports Club, plus couramment abrégé en Don Bosco SC, est un club srilankais de football et basé dans la ville de Negombo, sur la côte ouest du pays.

## Histoire du club
Fondé à Negombo, il compte un seul titre national, un titre de champion du Sri Lanka remporté en 2011. Durant la même saison, il obtient son meilleur résultat en Coupe du Sri Lanka puisqu'il atteint la finale, défait par la formation d'Army Sport Club.
Son titre de champion a permis au club de participer à une compétition continentale organisée par l'AFC : la Coupe du président de l'AFC 2011, où il achève la phase de poules avec trois défaites en autant de rencontres.

## Palmarès
| Compétitions nationales                             |
| --------------------------------------------------- |
| - Championnat du Sri Lanka (1) : - Champion : 2011. |